# Stachylina grandispora
Stachylina grandispora är en svampart som beskrevs av Lichtw. 1972. Stachylina grandispora ingår i släktet Stachylina och familjen Harpellaceae.   Inga underarter finns listade i Catalogue of Life.